# شون كيلي (دراج)
شون كيلي (بالإنجليزية: Sean Kelly)‏ مواليد 24 مايو 1956 في مقاطعة وترفورد، جزيرة أيرلندا، هو دراج أيرلندي سابق في صنف سباق الدراجات على الطريق.

## سجل النتائج

### سباقات أو مراحل فاز بها
- طواف فرنسا
- طواف إسبانيا
- طواف سويسرا

## روابط خارجية
- شون كيلي على موقع أرشيف الدراجات (الإنجليزية)
- شون كيلي على موقع إحصائيات الدراجات الإحترافية (الإنجليزية)
- شون كيلي على موقع CycleBase (الإنجليزية)